# IK VIK Friidrott
IK VIK Friidrott var en idrottsklubb i Västerås som var aktiv under 1980-talet. Den bildades 1980 ur friidrottssektionen i Västerås IK. 1989 slogs den ihop med IFK Västerås friidrottssektion till Västerås Friidrottsklubb.